# Jamarje
Jamarje es una localidad de Croacia en el municipio de Rakovica, condado de Karlovac.

## Geografía
Se encuentra a una altitud de 328 m s. n. m. a 133 km de la capital nacional, Zagreb.

## Demografía
En el censo 2011 la localidad se encontraba deshabitada.
| Gráfica de población de Jamarje 1857-2011                           |
|                                                                     |
| Según los censos de población de la oficina estadística de Croacia. |